# Kunstpfad Universität Ulm

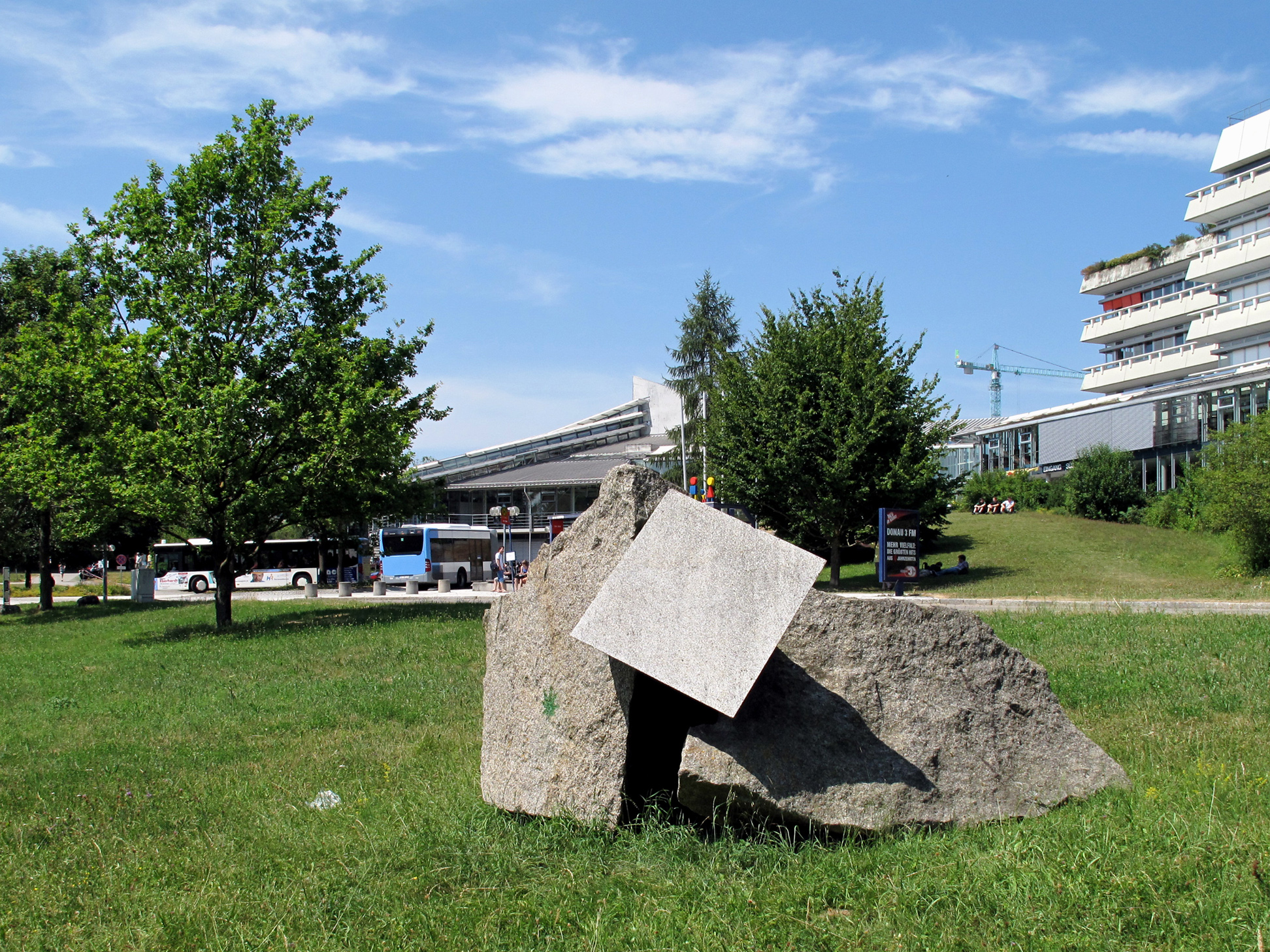
Rolf Bodenseh, Ulmer Spitze

Der Kunstpfad Universität Ulm ist ein Skulpturenweg auf dem Campus der Universität Ulm.

## Entstehung
1967 wurde die Universität Ulm als „Medizinisch-Naturwissenschaftliche Hochschule Ulm“ gegründet. Ihre Innenräume erhielten künstlerische Ausgestaltungen gemäß der Kunst-am-Bau-Richtlinie. Entsprechend den Vorstellungen zur Kunst im öffentlichen Raum wurde ab 1989 der Großteil der Werke des Kunstpfades im freien Gelände installiert.
Initiatoren waren die pro arte ulmer kunststiftung, Caius Burri (seinerzeit Ordinarius und ärztlicher Direktor der Klinik für Unfall-, Hand-, Plastische und Wiederherstellungschirurgie des Universitätsklinikums Ulm), die Stadt Ulm und das Land Baden-Württemberg. Sie waren auch verantwortlich für die Skulptur Ulm 1989 und Skulptur Ulm 1990, deren Werke angekauft und hier teilweise aufgestellt wurden.
Heute umfasst der Skulpturenpfad Werke von international renommierten Künstlern. Einige Skulpturen stammen bewusst von Bildhauern, die am Anfang der 1980er Jahre zu den jüngeren Künstlern zählten, vorwiegend aus Baden-Württemberg und Bayern.

## Werke im Kunstpfad (Auswahl)
- James Reineking: Double-Halfed (1977/79) Nr. 2
- Niki de Saint Phalle: Le poète et sa muse (1976/78) Nr. 5
- Bernhard Heiliger: Ulmer Tor (1989) Nr. 7
- Christoph Freimann: Fiale (1990) Nr. 8
- Axel F. Otterbach: Drei Stelen (1989) Nr. 9
- Klaus H. Hartmann: Pink Flamingo (1989) Nr. 11
- Gisela von Bruchhausen: Sous le ciel (1989) Nr. 12
- Klaus Duschat: Zepter (1986) Nr. 15
- Max Bill: Drei Bildsäulen (1977) Nr. 18
- Dorothea Frigo: Goldener Käfig (1990) Nr. 19
- Carlos Cuenca-Ramirez: Vierer-Teilung als Raumbeschreibung (1990) Nr. 20
- Niki de Saint Phalle: Adam und Eva (1987) Nr. 29
- Der Zauberlehrling: Andrea Zaumseil (1990) Nr. 32
- George Rickey: Four Open Rectangles Excentric (1977) Nr. 35
- Rolf Bodenseh: Ulmer Spitze (1990) Nr. 36
- Erich Hauser: 10/87 (1987) Nr. 44

## Fotos (Auswahl)

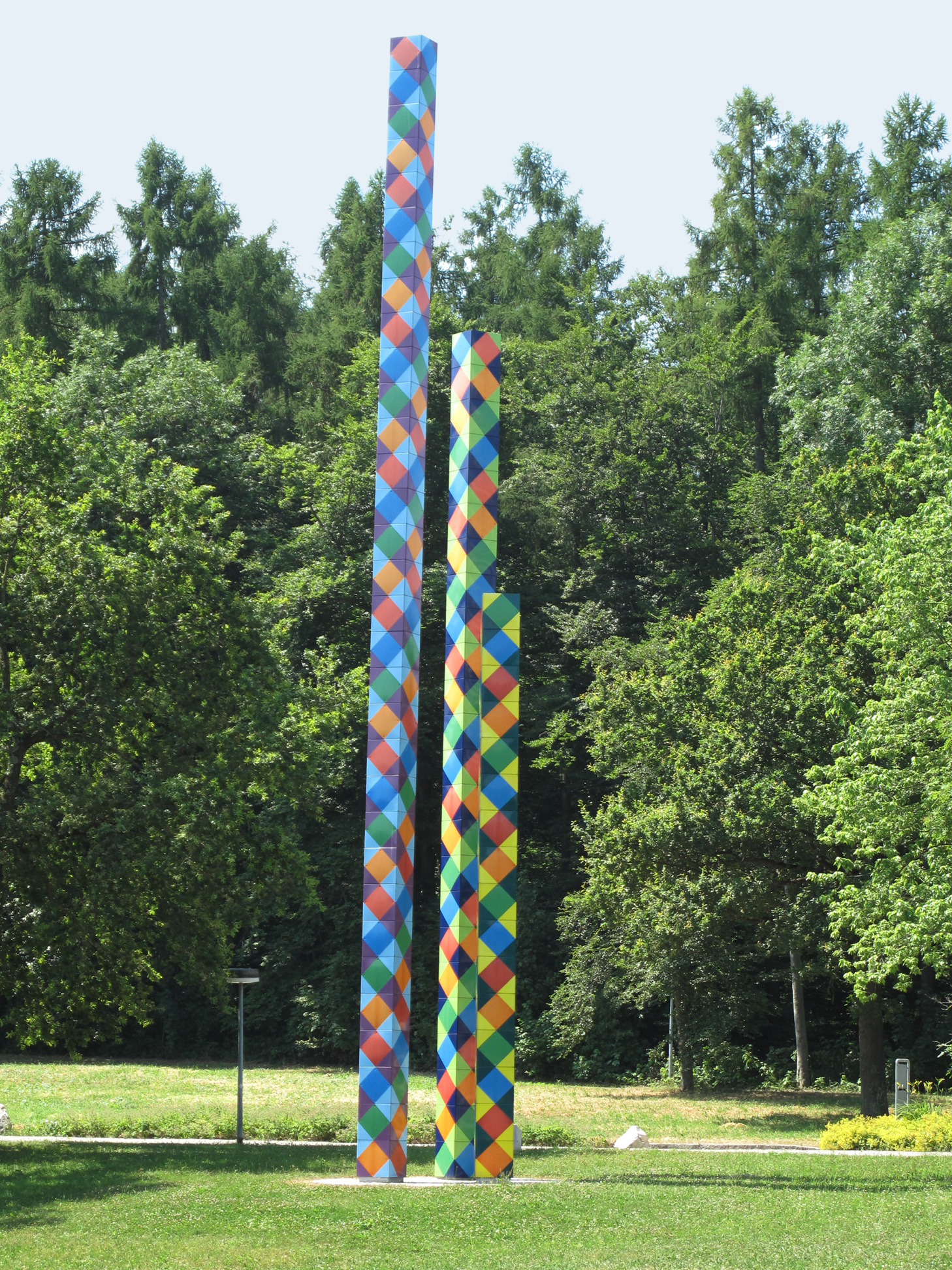
Max Bill, Drei Bildsäulen
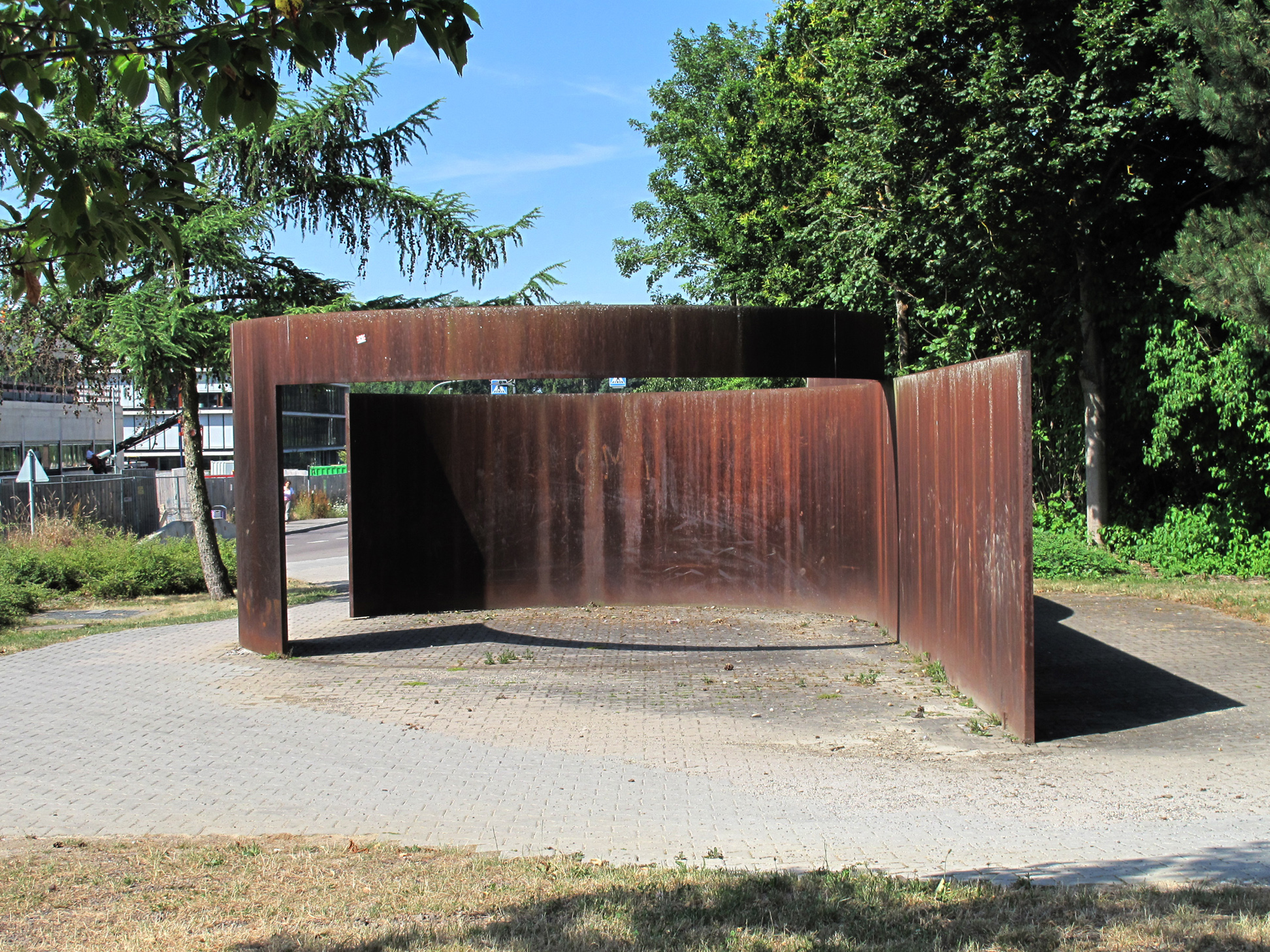
James Reineking, Doubled Half
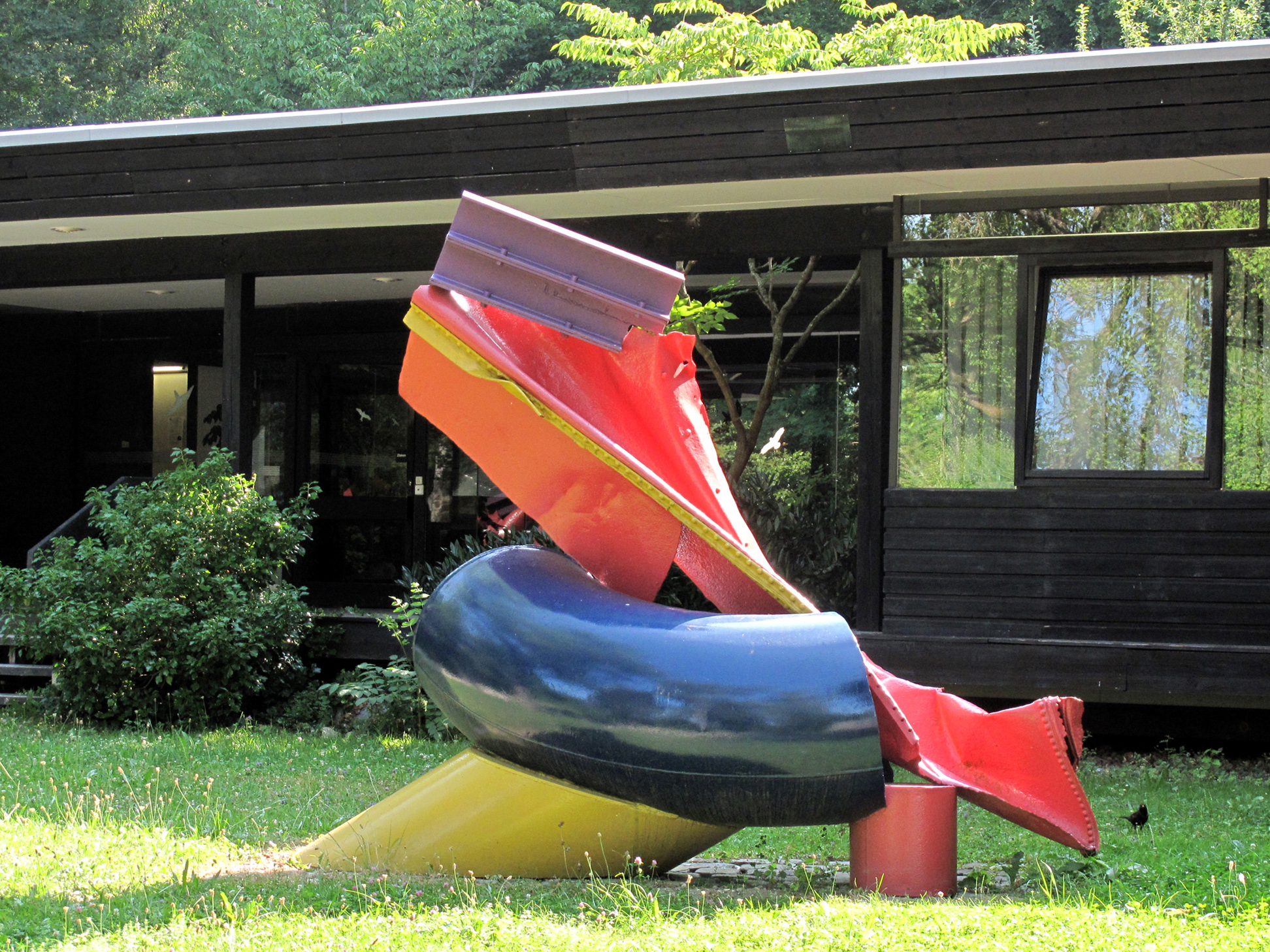
Klaus H. Hartmann, Pink Flamingo
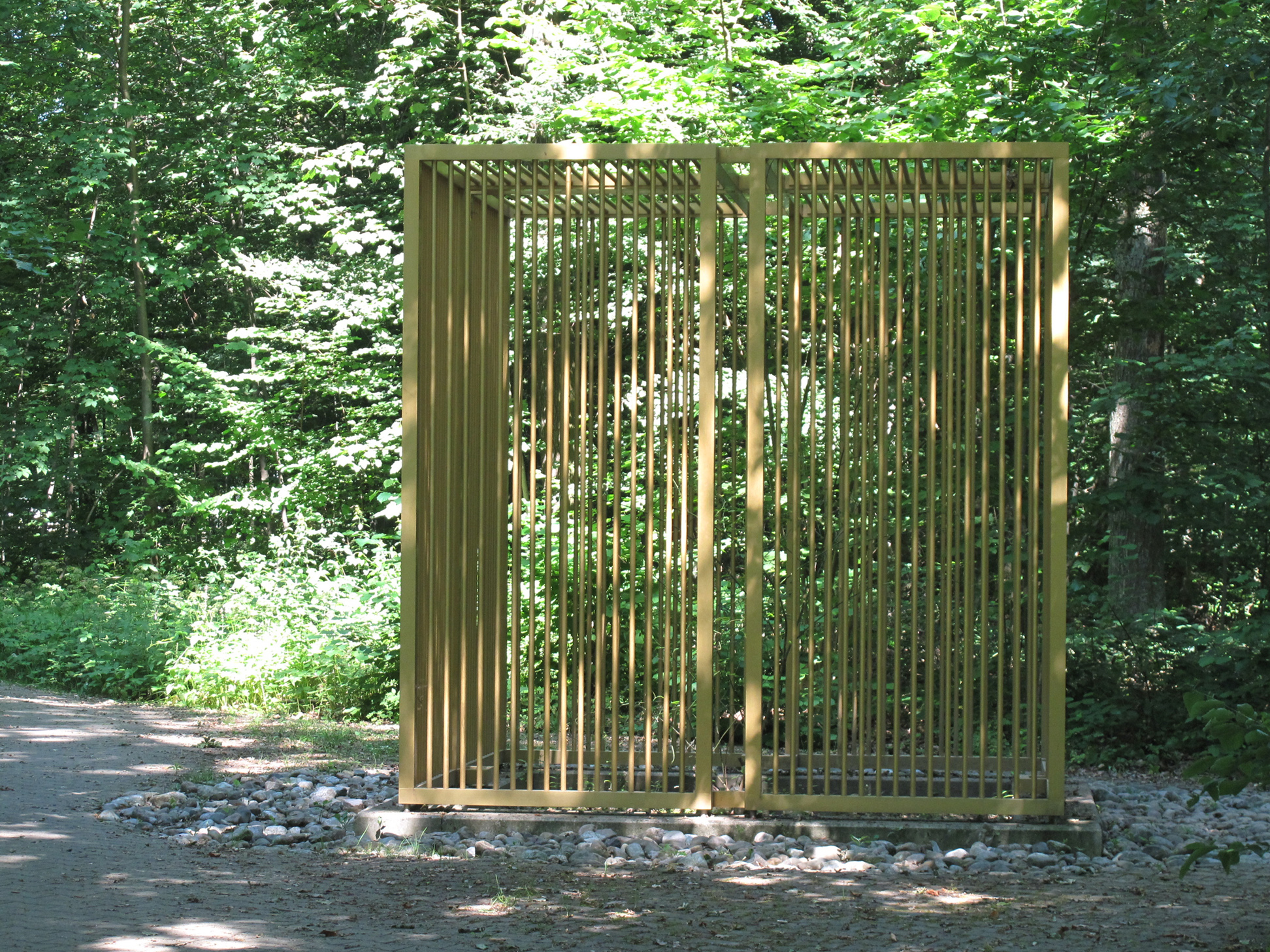
Dorothea Frigo, Goldener Käfig
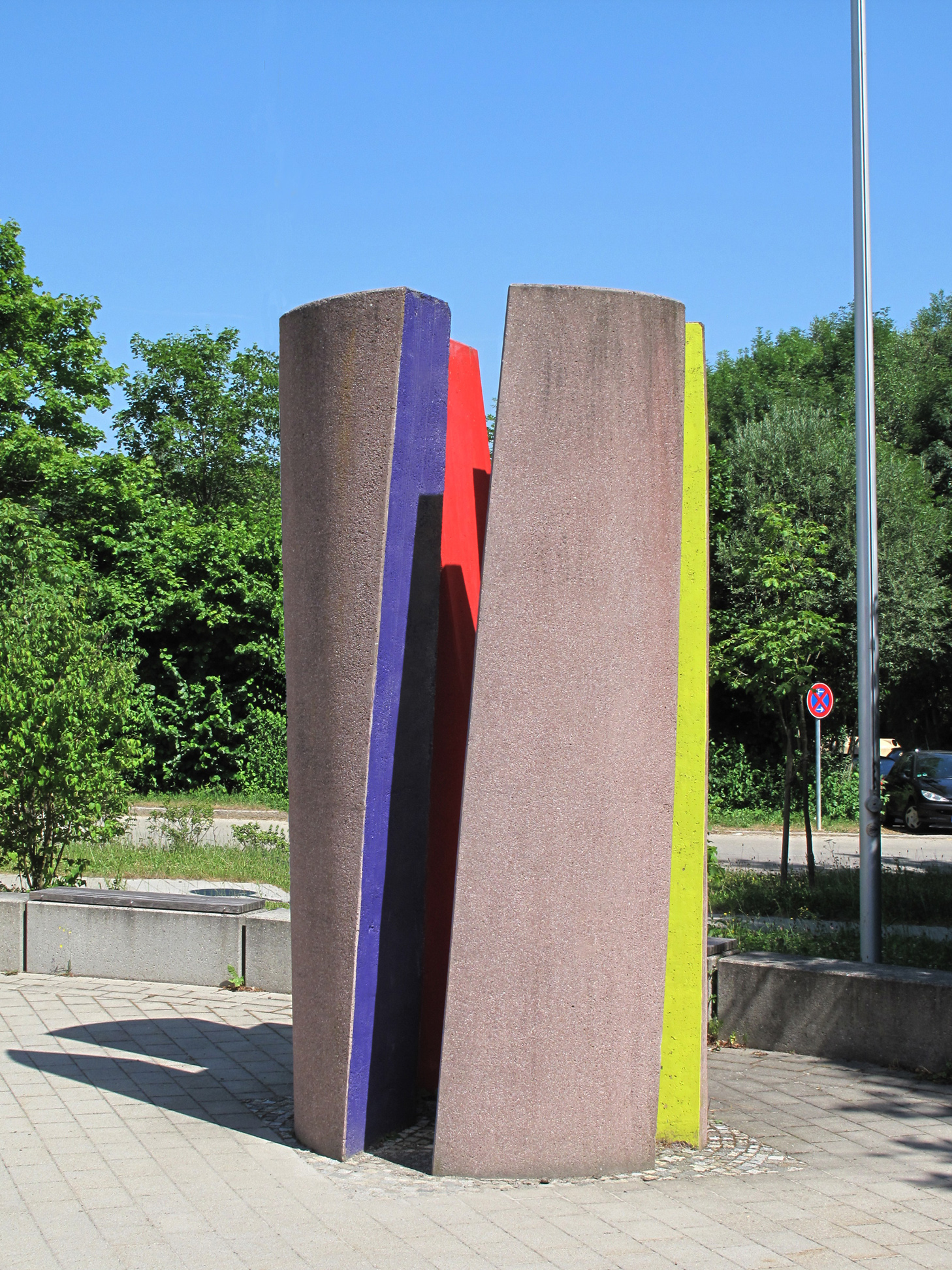
Herbert Volz, Dotternhausener Säule
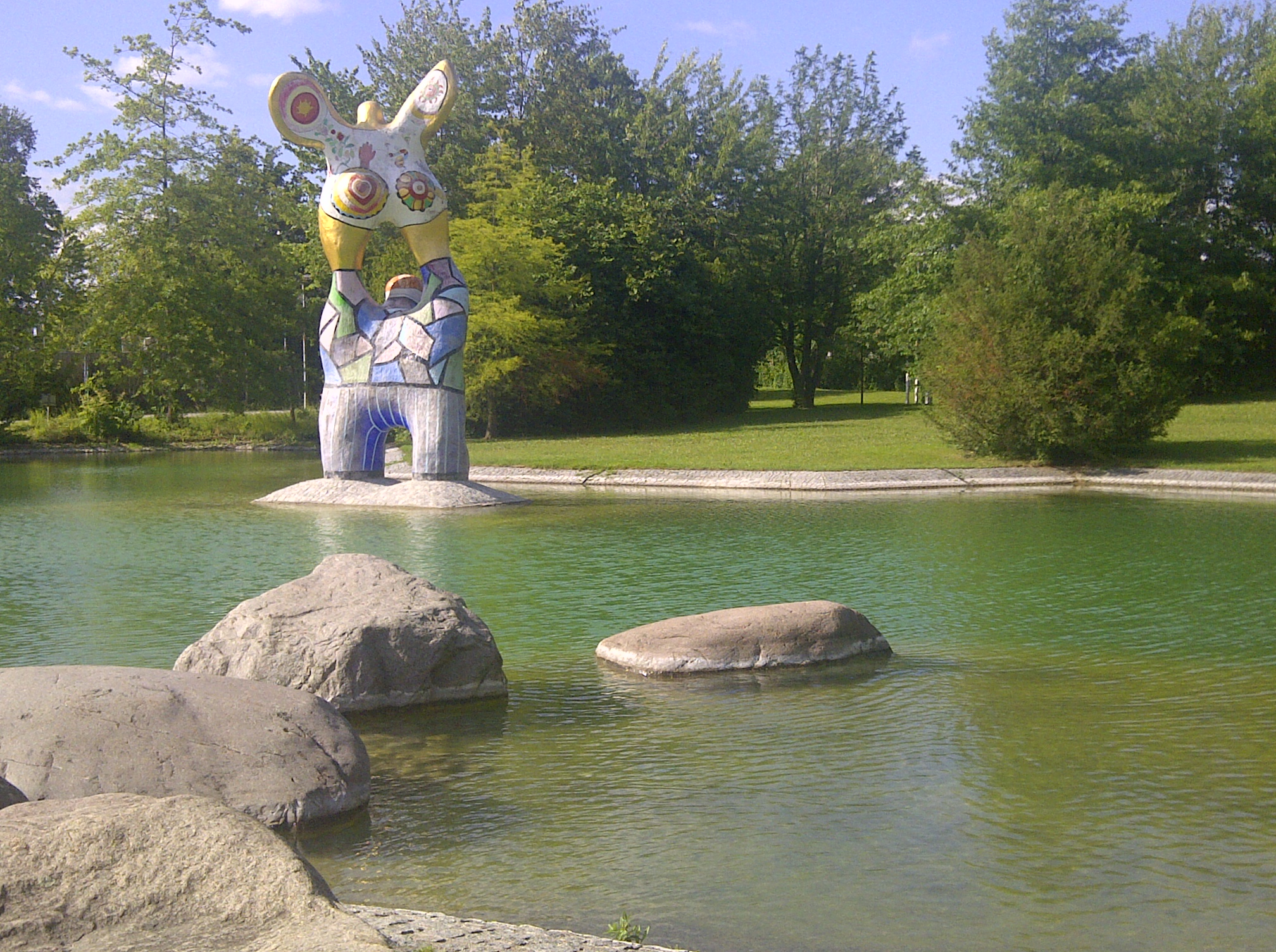
Niki de Saint Phalle, The poet and his muse